# Pedro Carbo
Pedro Carbo är en ort i Ecuador.   Den ligger i provinsen Guayas, i den västra delen av landet, 260 km sydväst om huvudstaden Quito. Pedro Carbo ligger 56 meter över havet och antalet invånare är 23 372.
Terrängen runt Pedro Carbo är platt, och sluttar österut. Runt Pedro Carbo är det glesbefolkat, med 19 invånare per kvadratkilometer. Pedro Carbo är det största samhället i trakten. Omgivningarna runt Pedro Carbo är huvudsakligen savann.